# Пречистване на водата
Пречистването на водата е процесът на отстраняване на вещества, химикали и нежелани замърсители от водата. Целта на пречистването е да се произведе вода, подходяща за определена цел. Повечето пречиствания на водата се извършват за консумация от човека (питейна вода), но могат да се използват и за други цели като медицина, фармация, селско стопанство и промишленост. Методите за пречистване на водата могат да бъдат физически, като филтрация или утаяване, биологични и химични, като добавяне на хлор към водата и използване на електромагнитно лъчение с ултравиолетова светлина. Процесът на пречистване може да намали концентрацията на вещества и замърсители, включително различни разтворени частици, паразити, бактерии, водорасли, вируси и гъбички.
Стандартите за качество на питейната вода се определят от правителството или от международните стандарти. Стандартът обикновено включва минимални и максимални концентрации на замърсители според употребата им във водата.